# Glasgow Museums

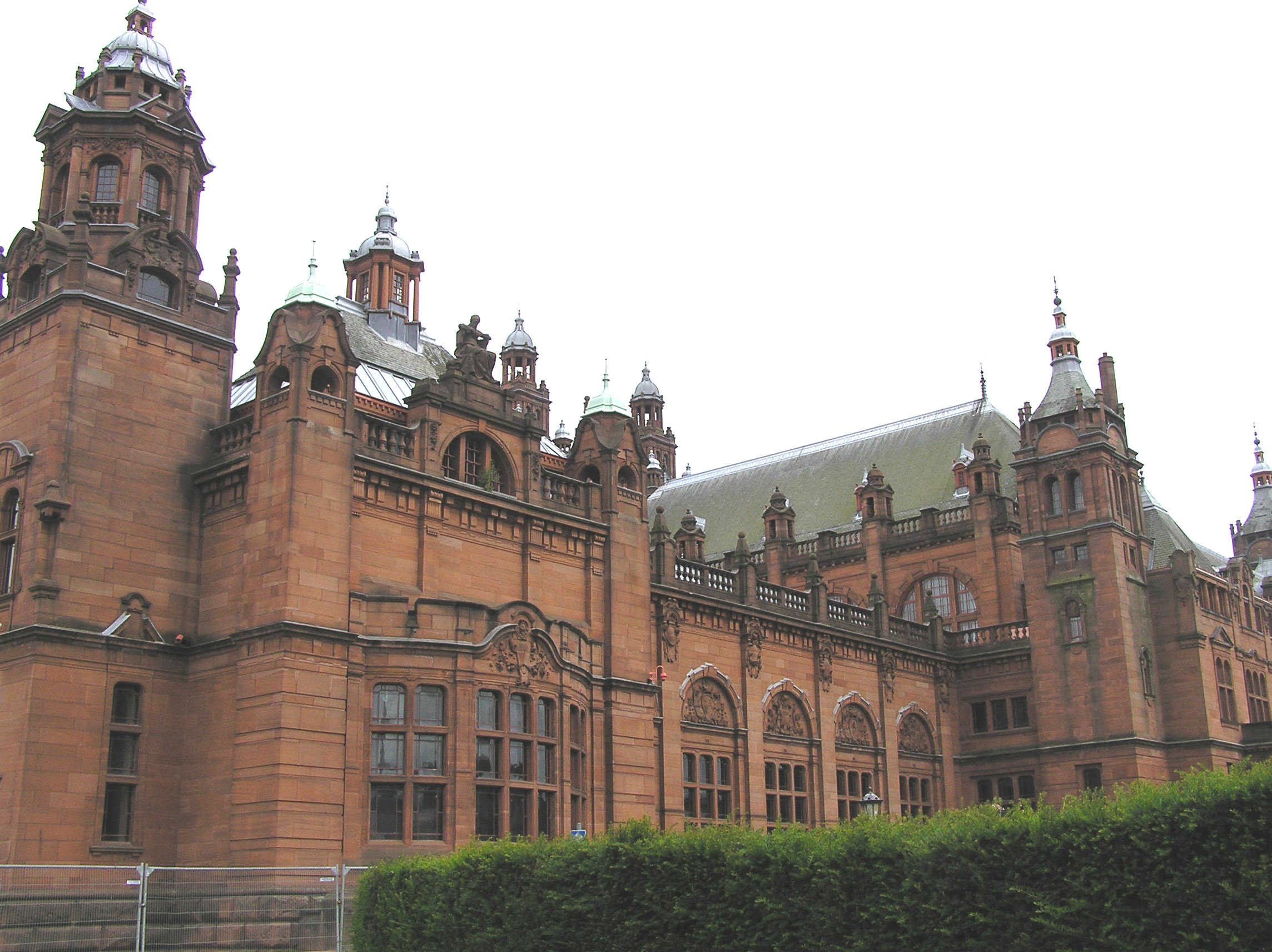
Het Kelvingrove Art Gallery and Museum

Glasgow Museums is de koepelorganisatie van de musea en galerijen die eigendom zijn van de stad Glasgow in Schotland. Samen bezitten de musea en galerijen ongeveer 1,6 miljoen voorwerpen, waaronder meer dan 60.000 kunstwerken, meer dan 200.000 voorwerpen die verband houden met de menselijke geschiedenis, meer dan 21.000 voorwerpen in het domein van vervoer en technologie en meer dan 585.000 natuurhistorische exemplaren.
De betrokken musea en galerijen zijn:
- Burrell Collection
- Gallery of Modern Art (GoMA)
- Glasgow Museums Resource Centre[4]
- Kelvin Hall (museumwinkel)[5]
- Kelvingrove Art Gallery and Museum
- The Open Museum[6]
- People's Palace
- Provand's Lordship
- Riverside Museum
- Scotland Street School Museum
- St Mungo Museum of Religious Life and Art